# Rhodopetala
Rhodopetala is een geslacht van weekdieren uit de klasse van de Gastropoda (slakken).

## Soort
- Rhodopetala rosea (Dall, 1872)